# Merxhausen (kommunfritt område)
Merxhausen är ett kommunfritt område i Landkreis Holzminden i förbundslandet Niedersachsen i Tyskland.